# The Meth Lab
Albums de Method Man
4:21... The Day After
(2006) Meth Lab Season 2: The Lithium
(2018)
The Meth Lab est le cinquième album studio de Method Man, sorti en 2015.
L'album s'est classé 4e au Top Rap Albums et au Top Independent Albums, 6e au Top R&B/Hip-Hop Albums et 57e au Billboard 200.

## Liste des titres
| No  | Titre                                                                              | Producteur(s)                    | Durée |
| --- | ---------------------------------------------------------------------------------- | -------------------------------- | ----- |
| 1.  | Intro                                                                              |                                  | 0:18  |
| 2.  | The Meth Lab (featuring Hanz On & Streetlife)                                      | Cee the Architek                 | 2:54  |
| 3.  | Straight Gutta (featuring Redman, Hanz On & Streetlife)                            | Ron Browz                        | 3:59  |
| 4.  | Bang Zoom (featuring Hanz On, Streetlife & Eazy Get Rite)                          | Level 13                         | 3:47  |
| 5.  | 50 Shots (featuring Mack Wilds, Streetlife & Cory Gunz)                            | Pascal Zumaque, Don't Panic Ent. | 3:58  |
| 6.  | The Pledge (featuring Hanz On & Streetlife)                                        | Mathematics                      | 1:10  |
| 7.  | 2 Minutes of Your Time                                                             | Mathematics                      | 2:06  |
| 8.  | Worldwide (featuring Hanz On, Uncle Murda & Chedda Bang)                           | Pascal Zumaque, Don't Panic Ent. | 3:27  |
| 9.  | Soundcheck (featuring Hanz On & Carlton Fisk)                                      | Pascal Zumaque, Code Red         | 2:27  |
| 10. | Water (featuring Chedda Bang)                                                      | Pascal Zumaque, Code Red         | 3:25  |
| 11. | Lifestyles (featuring Cardi, Eazy Get Rite, Freaky Marciano)                       | Pascal Zumaque                   | 4:10  |
| 12. | The Purple Tape (featuring Raekwon & Inspectah Deck)                               | J57                              | 3:24  |
| 13. | Intelligent Meth (featuring Masta Killa, Streetlife & iNTeLL)                      | The 4th Disciple                 | 4:01  |
| 14. | Symphony (featuring Hanz On, Streetlife, Kash Verrazano, Carlton Fisk & Killa Sin) | Daez                             | 3:20  |
| 15. | What You Getting Into (featuring Streetlife & Donny Cacsh)                         | Pascal Zumaque                   | 3:38  |
| 16. | Another Winter (featuring Hanz On, Streetlife & Carlton Fisk)                      | The 4th Disciple                 | 3:32  |
| 17. | Rain All Day (featuring Hanz On & Dro Pesci)                                       | Daez                             | 2:42  |
| 18. | So Staten (featuring Hanz On & Hue Hef)                                            | Zarko Krstic, Pascal Zumaque     | 3:43  |
| 19. | Outro                                                                              |                                  | 0:15  |

## Samples
- The Meth Lab Contient un sample de This Is My Domicile (extrait de la série télévisée Breaking Bad)[9].
- The Pledge contient un sample de The Sorcerer of Isis (The Ritual of the Mole) de Power of Zeus.

## Classements
| Pays et classement (2015)           | Meilleure position |
| ----------------------------------- | ------------------ |
| Australie (ARIA)                    | 80                 |
| Belgique (Flandre Ultratop)         | 77                 |
| Belgique (Wallonie Ultratop)        | 183                |
| France (SNEP)                       | 133                |
| Allemagne (Media Control AG)        | 38                 |
| Suisse (Schweizer Hitparade)        | 12                 |
| États-Unis (Billboard 200)          | 57                 |
| États-Unis (Top R&B/Hip-Hop Albums) | 6                  |
| États-Unis (Top Rap Albums)         | 4                  |